# کاتاژینا پاسکودا
کاتاژینا پاسکودا (لهستانی: Katarzyna Paskuda؛ زادهٔ ۱۳ سپتامبر ۱۹۷۹) مدل، عکاس، بازیگر و سردبیر مجلهٔ مُد «جنتلمن» اهل لهستان است.
کاتاژینا پاسکودا در سال ۱۹۹۵ در سن ۱۶ سالگی به سوئد رفت و سه سال در آن کشور ماند. پس از بازگشت به لهستان به ادامه تحصیل پرداخت و در سال ۲۰۰۶ از دپارتمان بازیگری «مدرسه فیلم ورشو» و یک سال بعد نیز از دانشکده عکاسی همان دانشگاه فارغ‌التحصیل شد. عکس وی در سال‌های ۲۰۰۰ تا ۲۰۰۱، در نسخه لهستانی مجله پلی‌بوی چاپ شد. تصویر او همچنین در آوریل ۲۰۰۲ بر روی جلدِ مجله سی.کا.ام. منتشر شد. در سال ۲۰۰۳ او در موزیک ویدئوی ترانه «من می‌خواهم یک بت باشم» از «کشیشتف کاسوفسکی» ظاهر شد. در سال ۲۰۰۶، او اولین حضور خود در تئاتر را با ایفای نقش پیکسی در نمایشنامه نیکلند اثر «آنا بوژینسکا» در «سالن نمایش لهستان» در ورشو تجربه کرد. وی از سال ۲۰۱۵، تقویم‌هایی را تحت عنوان «زن نجیب» منتشر می‌کند که هدف آن «گسترش آگاهی در مورد سرطان و تشویق زنان به انجام معاینات پیشگیرانه پستان» است. او از سال ۲۰۱۷ سردبیر مجله «جنتلمن» است.
از فیلم‌ها یا مجموعه‌های تلویزیونی که وی در آن‌ها نقش داشته‌است، می‌توان به کارآگاهان جنایی، خودِ زندگی، در خوشی و سختی، ورای تخت جراحی، خانه کشیش و قواعد بازی اشاره نمود.